# Chiesa di San Florino (Malles Venosta)
La chiesa di San Florino (in tedesco Kirche St. Florin) è la parrocchiale a Mazia (Matsch), frazione di Malles Venosta (Mals) in Alto Adige. Appartiene al decanato di Malles della diocesi di Bolzano-Bressanone e risale al XVI secolo.

## Descrizione
L'edificio sacro è un monumento sottoposto a tutela col numero 15741 della provincia autonoma di Bolzano.